# 拉基夫卡 (新沃多拉加區)
49°34′1″N 35°37′20″E / 49.56694°N 35.62222°E
拉基夫卡（烏克蘭語：Раківка）是位於烏克蘭東部的村莊，由哈爾科夫州别列斯京区的舊維里夫卡市鎮負責管轄。該村面積0.5平方公里，海拔高度154米，2001年人口46，人口密度每平方公里92人。